# مسجد السلام (روتردام)
مسجد السلام هو مسجد كبير في منطقة روتردام فينورد ، قرب ملعب كرة القدم دي كويب.

## صور

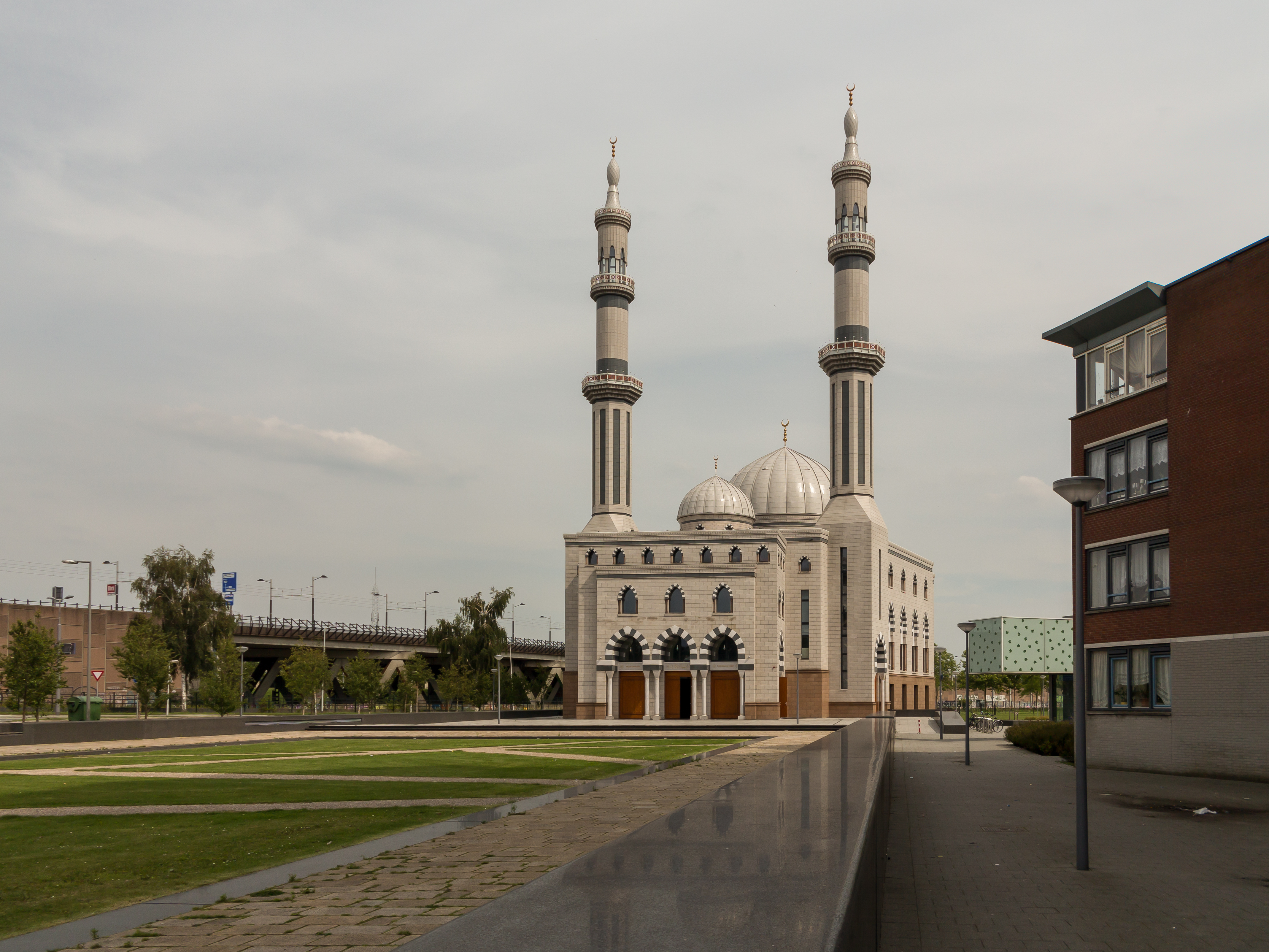
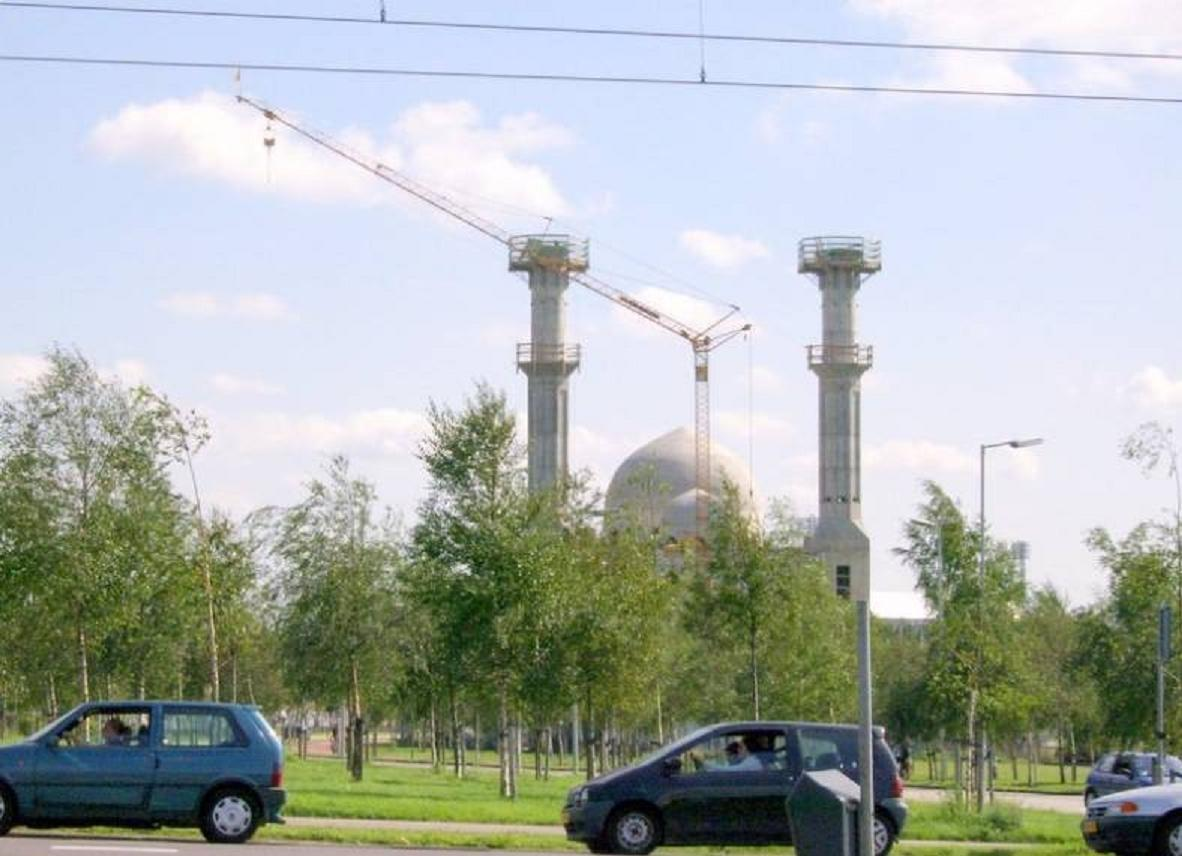
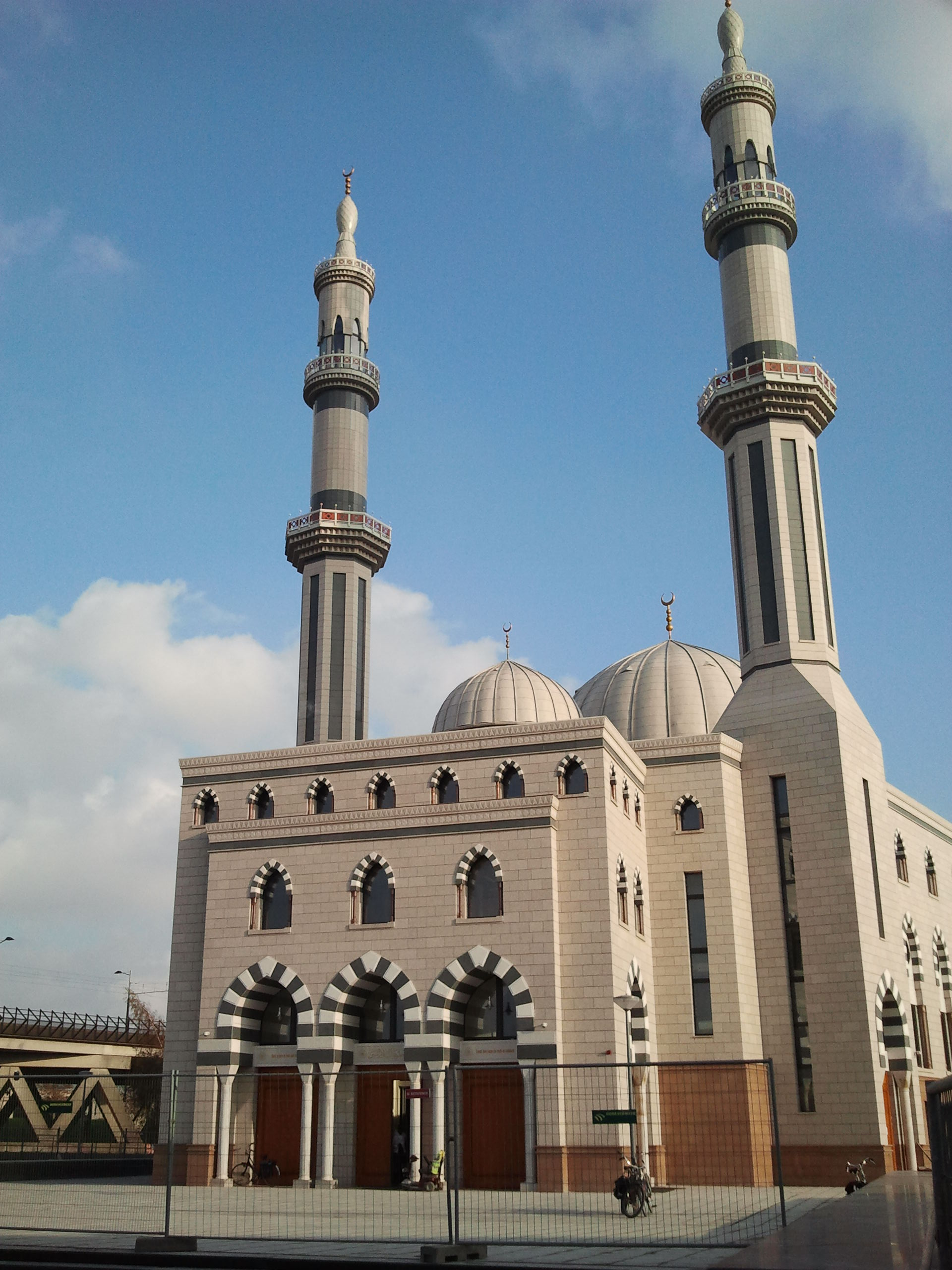